# HD17317
HD17317 — хімічно пекулярна зоря спектрального класу A5, що має видиму зоряну величину в смузі V приблизно  8,6.
Вона  розташована на відстані близько 746,4 світлових років від Сонця.